# Prefere Paraform
Prefere Paraform ist ein mittelständisches Chemieunternehmen in Mainz-Mombach und gehört zu Silverfleet Capital, einer europäischen Private-Equity-Gesellschaft.
Das Werk Mombach gehörte bis 2019 zum Unternehmensverbund Ineos und ist auf Methanolderivate spezialisiert. Hier arbeiten ca. 145 Menschen und erreichen einen Produktionsumfang von ca. 125 Kilotonnen pro Jahr. Es wird ein Umsatz von 60 Mio. Euro (2012) erzielt.

## Geschichte
Die organische Chemie machten sich die Gebrüder Heinrich und Hermann Dietze zunutze, die basierend auf der Tradition der Aschenbrenner in der Mitte des 19. Jahrhunderts eine Fabrik zur Aufarbeitung von Folgeprodukten der Holzverkohlung gründeten. Die Fabrikation der Dietzes, aber auch noch mehrere andere kleine Betriebe, zum Beispiel Werner und Amelung, wurden 1865 zusammengefasst und führten zur Gründung des Werkes, damals noch weit vor den Toren Mombachs, jedoch verkehrsgünstig an der neuen Bahnstrecke Mainz–Bingen gelegen.

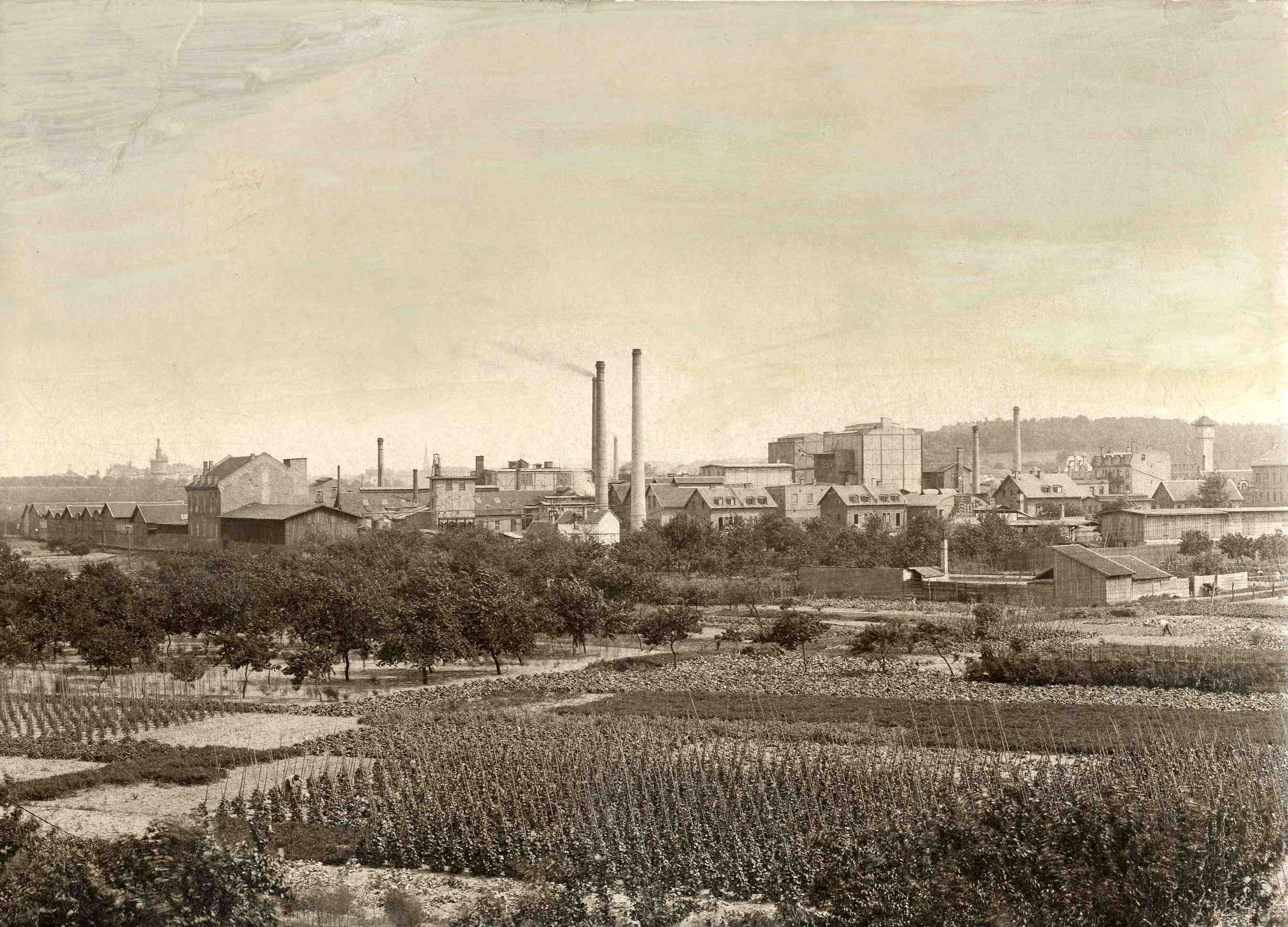
Das Werk um 1900

1856 erfolgte eine erste Produktion und 1865 übernahm der Verein für Chemische Industrie – unter Federführung der Brüder Dietze – in Mainz das Werk. Man konzentrierte in Mainz die Weiterverarbeitung der anfallenden Stoffe aus der Holzverkohlung. Erste Produkte waren Essigsäure und Grünspan (= Kupferacetat). 1876 begann die Industrielle Herstellung von Essigsäurelösung.
Mit dem Aufkommen der Stahlproduktion aus Koks ging der Bedarf an Holzkohle deutlich zurück. Man verlegte sich zunehmend auf die Herstellung chemischer Produkte. 1895 begann die Herstellung von Formaldehyd aus Methanol („Holzgeist“), zunächst für Zwecke der Desinfektion und Konservierung von Tierleichen und menschlichem Gewebe. Insbesondere durch Forschungsarbeiten der BASF wurden immer mehr Anwendungszwecke für diese vielseitig einsetzbare Chemikalie entwickelt, so dass der Bedarf an Formaldehyd rasch wuchs. Bis zum Ende des Ersten Weltkrieges hatte der „Verein für chemische Industrie“ ein Monopol in Deutschland auf diese Chemikalie, da man die Methanolgewinnung aus Holz dominierte. Als 1920 in Leuna die erste synthetische Methanolsynthese aus „Wassergas“ aufgenommen wurde, brach dieses Monopol zusammen und es begann der Niedergang. Daran änderte auch eine Fusion 1928 mit einem holländischen Unternehmen nichts mehr, welches weitere Holzverkohlungswerke in Ratibor/Schlesien in die Firma einbrachte.
1931 übernahm die Degussa AG den finanziell angeschlagenen Verein, da man Holzkohle für die Herstellung von Natriumcyanid nach dem Castner-Kellner-Verfahren (Natriumcyanid) benötigte und bereits in Konstanz ein Holzverkohlungswerk besaß. Das neue DEGUSSA-Tochterunternehmen firmierte unter dem Namen „Holzkohlen-Industrie-AG“ („HIAG“), das bald mehrere Holzverkohlungswerke schließen musste. Dafür wurde die chemische Produktion in den Werken Mainz-Mombach und Konstanz ausgebaut. 1934 begann die erste Paraformaldehydproduktion.
1942 erfolgte die Umbenennung des Werkes in DEGUSSA Werk Mombach. Nach dem Zweiten Weltkrieg wurde das Werk neben Konstanz ein wichtiger Forschungs- und Produktionsstandort der DEGUSSA AG. 1947 wurde hier ein industrielles Verfahren zur Herstellung von Cyanurchlorid und 1948 ein Verfahren für Methionin entwickelt, die sich mit der Zeit zu bedeutenden Großprodukten entwickelten. Auch das Herstellverfahren für Trioxan aus Formaldehyd wurde hier entwickelt und später als Joint Venture mit BASF in Ludwigshafen gebaut. Zwischenzeitlich wurde 1947 die Hexamethylentetraminproduktion aufgenommen, und 1968 folgte die Inbetriebnahme einer Paraformaldehyd-Großanlage.
Zeitweilig waren in Mainz mehr als 300 Personen beschäftigt. Anfang der 1960er Jahre begann dann der Rückgang der Beschäftigten und der Produkte. Einige Produkte, wie Cyanurchlorid, Kaliumcyanid und Methionin, wurden an andere Standorte verlagert, die Produktion einiger anderer Stoffe wurde eingestellt. Es verblieb der Formaldehyd-Verbund am Standort, der die Herstellung von Formaldehyd, Paraformaldehyd und Hexamethylentetramin umfasst.
1977 begann man zusätzlich mit der Produktion von Cyanaten. 1999 fusionierte die damalige Degussa AG mit der Hüls AG. Im Zuge der Neuausrichtung der daraus entstandenen Degussa-Hüls AG wurde am 1. Oktober 1999 das gesamte Geschäft am Standort Mainz in der Methanova GmbH zusammengefasst. Die neu gegründete Methanova war eine 100-prozentige Tochtergesellschaft der Degussa-Hüls AG mit Firmensitz in Mainz-Mombach.
2000 erfolgte eine Kapazitätserweiterung der Hexamethylentetraminproduktion.
Im Juli 2003 wurden die Anteile der Methanova GmbH von der zwischenzeitlich wieder umfirmierten Degussa AG an die britische INEOS-Gruppe verkauft.
Am 8. Oktober 2003 wurde die Gesellschaft in Ineos Paraform GmbH umbenannt. Damit wurde der Eigentümerwechsel von Degussa zur Ineos Capital auch im Gesellschaftsnamen abgebildet.
2012 wurde eine Grossanlage zur Herstellung von Dimethoxymethan in Betrieb genommen. Das umweltfreundliche Verfahren wurde zuvor zum Patent angemeldet.
2014 wurde eine plasmakatalytische Abluftreinigungsanlage in Betrieb genommen. Die Anlage arbeitet mit einer innovativen Technik, welche in dieser Art von Anlagen bisher nicht zum Einsatz kam. Deshalb wurde das Projekt durch das EU-Life Förderprogramm unterstützt. Ziel des Projektes ist es, bei möglichst niedrigen Betriebskosten, den Ausstoß von Schadstoffen zu minimieren.
Seit Juli 2019 gehört das Unternehmen als Prefere Paraform zur Prefere Resins Group mit Sitz in Erkner.

## Produkte

Methenamin

Aus den Grundstoffen: Methanol, Ammoniak, Harnstoff-Natriumcarbonat und Harnstoff-Kaliumcarbonat werden Formaldehyd, Paraformaldehyd, Methenamin und Cyanate (Na-, Ka) hergestellt.
Mengenmäßig größtes Produkt ist Formaldehyd, das aus Methanol hergestellt wird. Etwa die Hälfte der Produktion wird in Form von 27 unterschiedlichen Qualitäten verkauft, der übrige Teil wird zu Paraformaldehyd (Handelsname „Granuform“, 3 Sorten), Methoxymethanol (Handelsname „Granuform 55 ME“) und Hexamethylentetramin (8 Sorten) verarbeitet. Der Hexamethylentetramin-Betrieb betreibt zur Eigenversorgung eine eigene Formaldehyd-Herstellung kleineren Umfanges. Natrium- und Kaliumcyanat (je zwei Produktsorten) runden die Produktpalette ab.
Die Produktionsanlagen müssen aufgrund der innerörtlichen Lage besonderen Anforderungen an Umweltschutz und Arbeitssicherheit entsprechen. Das Unternehmen arbeitet mit den Technologien Kondensation, Hochtemperaturkondensation, Katalytische Dehydrierung und Katalytische Polymerisation.

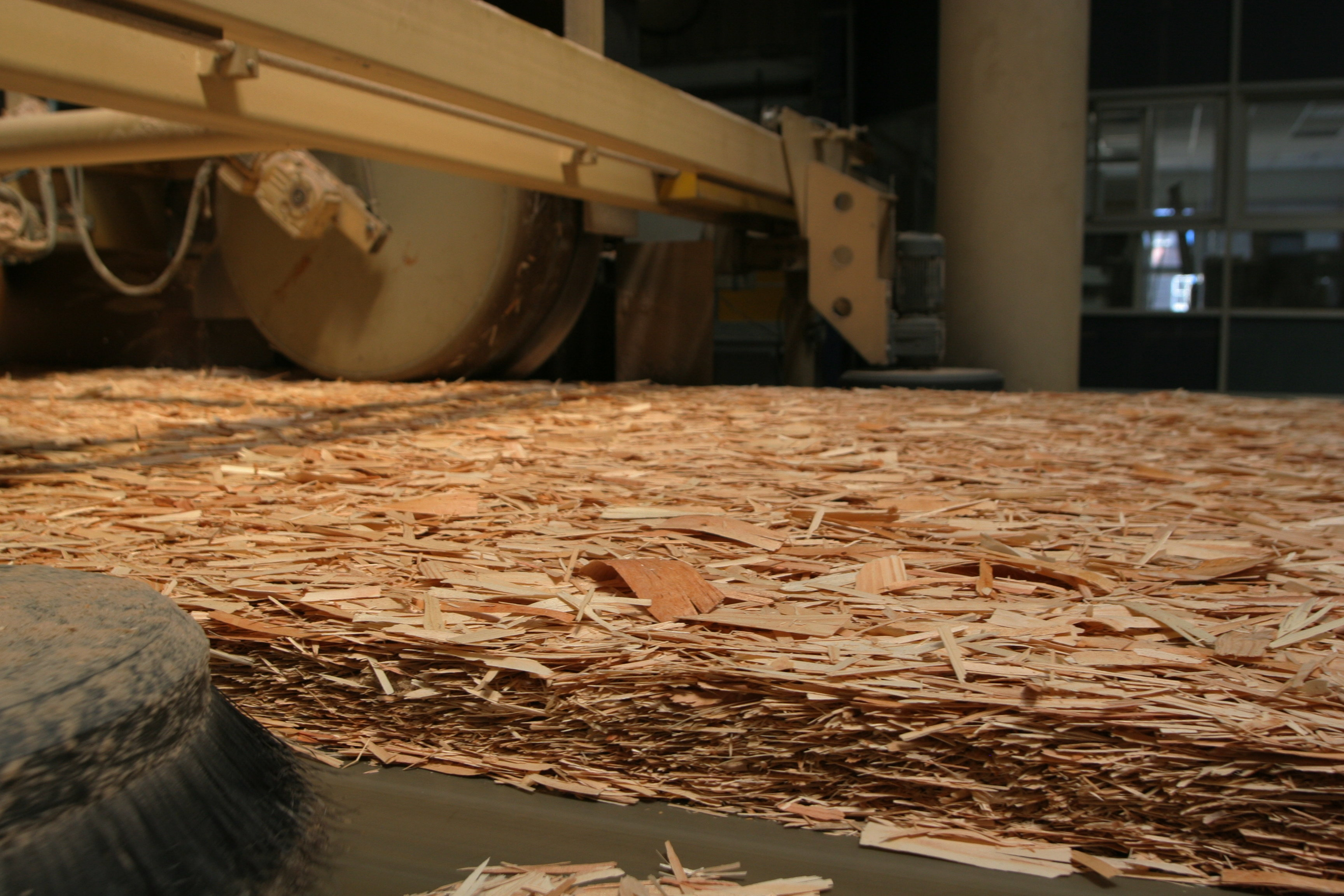
OSB-Platte mit MUPF-Klebstoffen (Melamin-Harnstoff-Phenol-Formaldehyd)

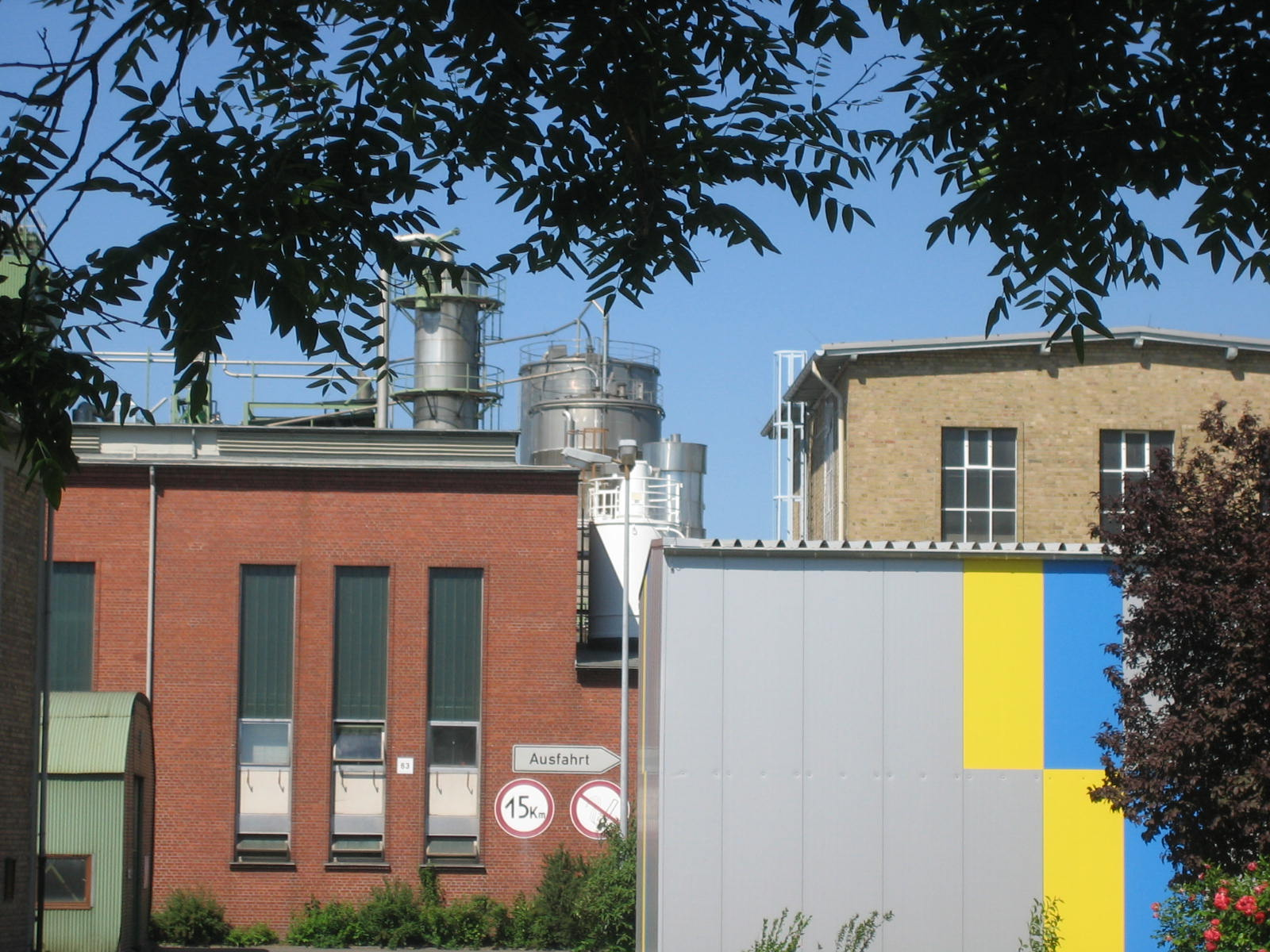
Werksgelände

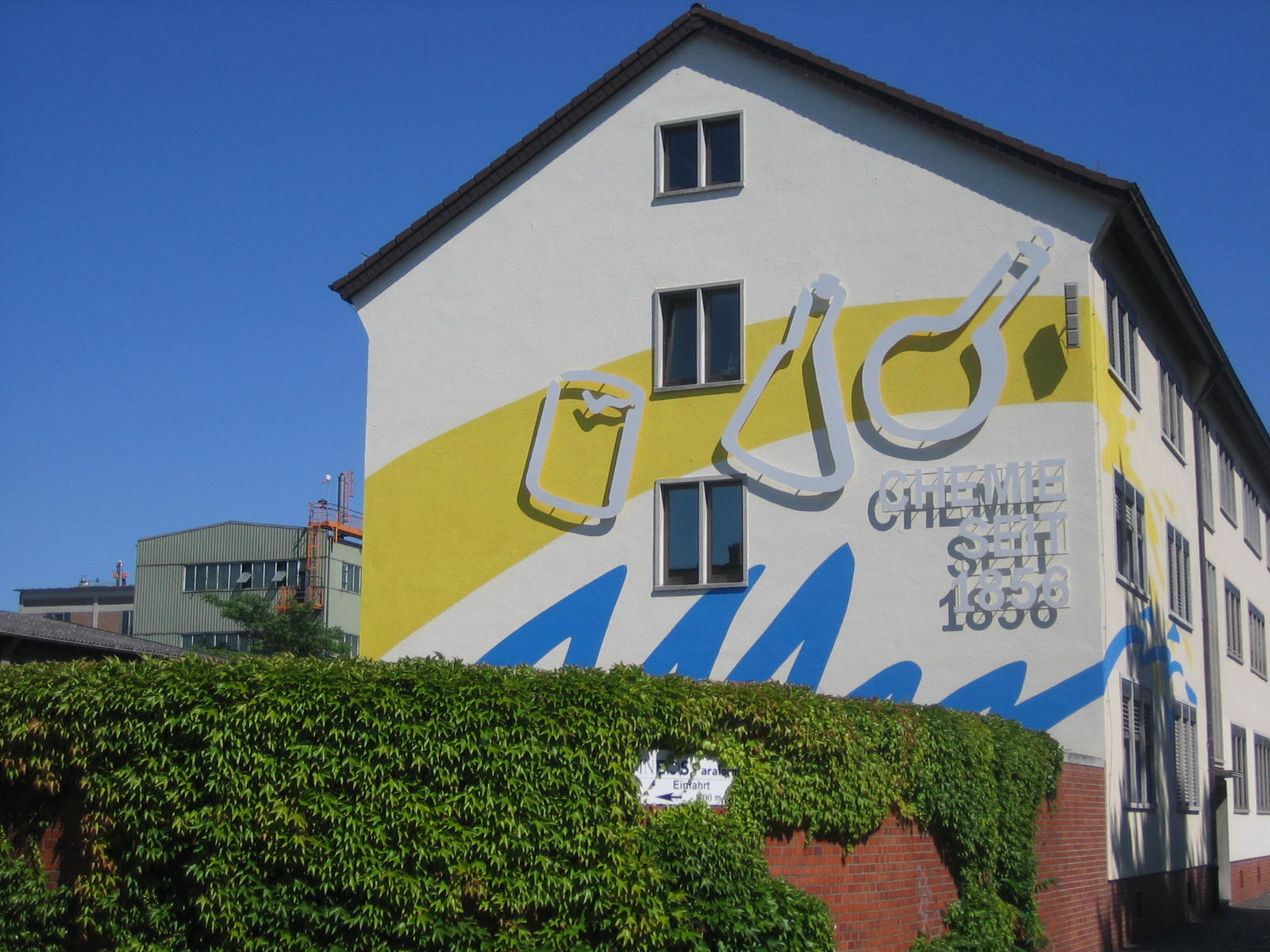
Jubiläumsgestaltung

Die Produkte des Unternehmens finden Verwendung in Melaminharzen für Spanplatten, Laminatböden und -beschichtungen, Schleifpapier, pharmazeutische Produkte, Reifenindustrie, Oberflächenbehandlungsmittel, Brennstofftabletten, Agrochemikalien und Hitzeschutzprodukten.

## Logistik
Die Prefere Paraform liefert Produkte in ca. 50 Länder. Der Transport findet mittels Bahnkesselwagen, LKW-Tankwagen, Intermediate Bulk Container Silofahrzeug und in Kleinverpackungen (BigBag und Sackware) statt. Zur Versorgung des Werkes betreibt das Unternehmen eine Schiffsver- und -entladeanlage im Mainzer Industriehafen.
Das Werk konnte über Jahrzehnte wegen seiner verkehrsgünstigen Lage bestehen:
Prefere Paraform hat einen eigenen Gleisanschluss am Westkopf des Gleisdreieck Mainz, Anschluss an den Industriehafen Mainz, Nähe zum Flughafen Frankfurt und hat über zwei unabhängige Routen Verbindung zur Bundesautobahn 643.
Gefahrgüter sind weltweit in neun Klassen unterteilt. Das Werk in Mombach versendet Gefahrgut folgender Klassen:
| Gefahrengutkennzeichen Klasse 4.1 | Klasse 4.1: Entzündbare feste Stoffe (Methenamin, Paraformaldehyd) |
| Gefahrengutkennzeichen Klasse 8   | Klasse 8: Ätzende Stoffe (Formaldehyd)                             |
| Gefahrengutkennzeichen Klasse 9   | Klasse 9: verschiedene gefährliche Stoffe und Gegenstände.         |

## Forschung
Gemeinsam mit der Technischen Universität Kaiserslautern, Lehrstuhl für Thermodynamik, wird die Entwicklung eines Verfahrenskonzepts zur Herstellung von Formaldehyd-Folgeprodukten verfolgt. Ziel der Kooperation ist es, für zwei Formaldehyd-Folgeprodukte, ein Herstellungsverfahren zu entwickeln.
Das Institut verfügt über Laborreaktoren, Phasengleichgewichtsapparaturen sowie eine Destillationskolonne und wurde ausgewählt, weil hier Erfahrungen mit der Untersuchung, Modellierung und Simulation formaldehydhaltiger Mischungen vorliegen. Verfahrensvarianten sollen im Labormaßstab untersucht werden und dann nach Herausarbeiten des besten Verfahrens am Standort Mombach großtechnisch realisiert werden.

## Verbände
Prefere Paraform ist im Formaldehyd-Sektor der FormaCare Gruppe einer eingetragene Cefic Sektorgruppe organisiert. Diese Gruppe wurde von den europäischen Formaldehydherstellern als offizielle Vertretung gegründet.
Diese Verbandsarbeit schließt die Themen der Reduzierung der Exposition am Arbeitsplatz, der EU-Chemikalienverordnung REACH und der Biozid-Richtlinie ein.